# فیلمور (کنتاکی)
فیلمور (به انگلیسی: Fillmore) یک منطقهٔ مسکونی در ایالات متحده آمریکا است که در شهرستان لی، کنتاکی واقع شده‌است. فیلمور ۲۶۶٫۰۹ متر بالاتر از سطح دریا واقع شده‌است.